# 11 Большого Пса
11 Большого Пса (лат. 11 Canis Majoris), HD 49229 — одиночная звезда в созвездии Большого Пса на расстоянии приблизительно 1011 световых лет (около 310 парсеков) от Солнца. Видимая звёздная величина звезды — +5,272m.

## Характеристики
11 Большого Пса — бело-голубой гигант спектрального класса B8/9III. Радиус — около 5,56 солнечных, светимость — около 485,12 солнечных. Эффективная температура — около 11540 К.